# 2213 Meeus
2213 Meeus је астероид главног астероидног појаса чија средња удаљеност од Сунца износи 2,197 астрономских јединица (АЈ).
Апсолутна магнитуда астероида је 13,7.